# Dracophyllum oceanicum
Dracophyllum oceanicum är en ljungväxtart som beskrevs av E. A. Brown och N. Streiber. Dracophyllum oceanicum ingår i släktet Dracophyllum och familjen ljungväxter. Inga underarter finns listade i Catalogue of Life.

## Bildgalleri

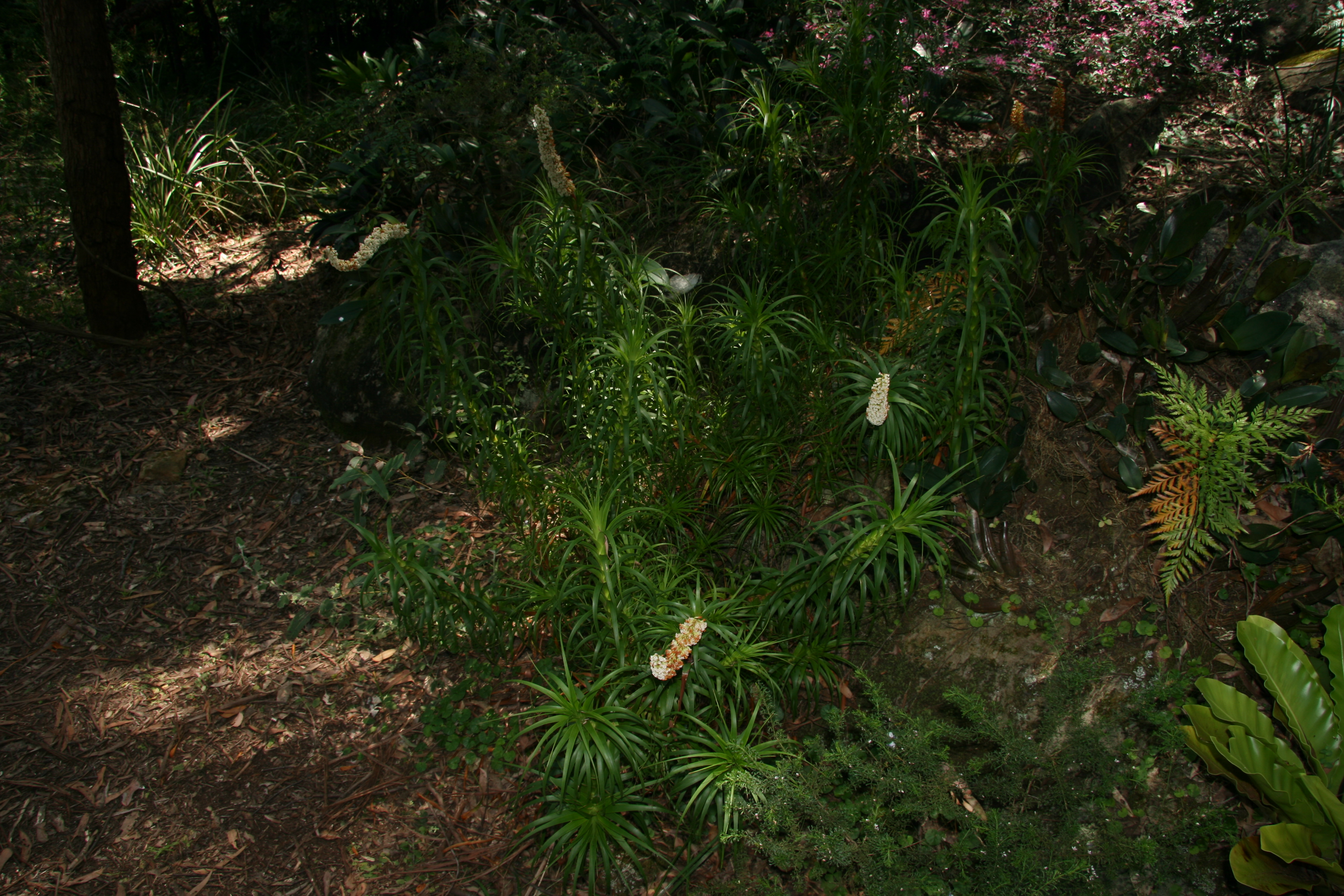